# Rezeption persischer Literatur im deutschsprachigen Raum

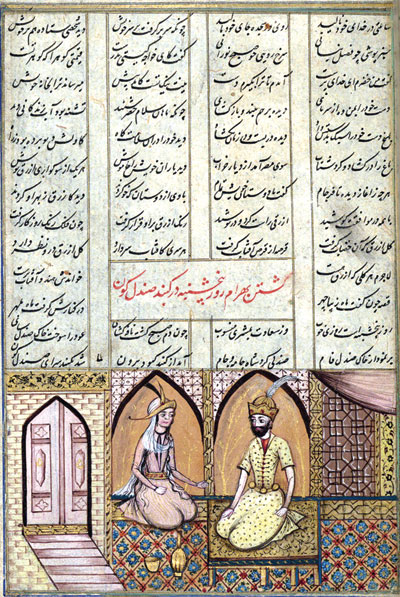
Nezāmi: Sieben Schönheiten (um 1200). Illustration: Am Donnerstag in der sandelfarbenen Jupiterkuppel bei der chinesischen Schönheit. Iran, Aquarell, 19. Jahrhundert

Die Rezeption persischer Literatur im deutschsprachigen Raum ist für die Literatur von großer Bedeutung. Dies betrifft die Kenntnis der Weltanschauung persischer Dichter sowie ihrer poetischen Verfahren.
Der späte Johann Wolfgang von Goethe zum Beispiel erkannte und schätzte die skeptische Beweglichkeit, die in der persischen Dichtung zum Ausdruck kommt. Fast zweihundert Jahre zuvor, in der ersten Hälfte des 17. Jahrhunderts, gab es erste Übersetzungen persischer Literatur ins Deutsche, anfangs mit Französisch als Mittlersprache. Als Joseph von Hammer-Purgstall 1799 in Istanbul mit seinen berühmten Lyrik-Übersetzungen begann, war Persisch übersetzerisch noch kaum erschlossen.

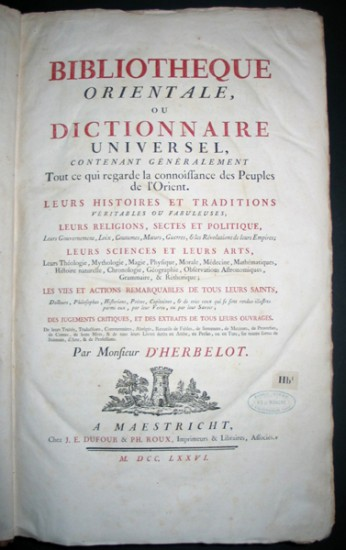
Titelblatt des einflussreichen Bibliografischen Lexikons Bibliothéque Orientale (1697) von Barthélemy d’Herbelot de Molainvilles

Neben reinen Übersetzungen werden gelegentlich zweisprachige Ausgaben erarbeitet. Als die erste gilt die Teilausgabe von Nezāmis Sieben Schönheiten (um 1200), die Franz Erdmann 1843 in Kasan (Tatarstan, Russland) publizierte und deren 2. Auflage im Jahr darauf auch in Berlin erschien.
Persische Literatur wird seit etwa Mitte des 20. Jahrhunderts auch unmittelbar durch Autoren mit persischer Muttersprache rezipiert, die im deutschsprachigen Raum leben und publizieren.

## Osmanischer Vorlauf seit dem 15. Jahrhundert

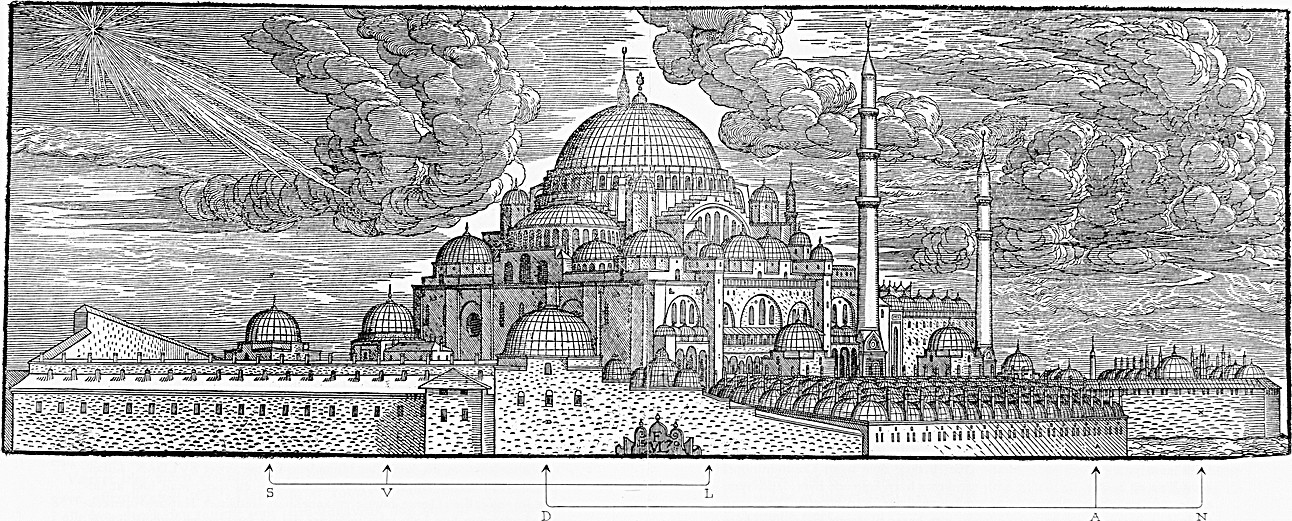
Die Süleymaniye-Moschee in Konstantinopel, Kupferstich von Melchior Lorck, 1570

Zwischen 1481 und 1566 waren viele arabische und persische Werke ins Türkische übersetzt worden. In den 1630ern begann der osmanische Universalgelehrte Katib Çelebi auf der Durchreise im syrischen Aleppo die Titel von Handschriften zu erfassen, die er bei dortigen Antiquaren vorfand, und begann damit sein umfassendes Projekt: rund 14.500 Werke in arabischer, persischer und türkischer Sprache aus Wissenschaft und Literatur in alphabetischer Reihung zu beschreiben (in arabischer Sprache, Kašf aẓ-Ẓunūn ʿan Asāmī al-Kutub va-l-Funūn; كشف الظنون عن أسامي الكتب والفنون). Dieses bibliografische Lexikon wurde für Barthélemy d’Herbelot de Molainvilles Bibliothéque Orientale (1697) grundlegend, das in den Jahren 1777 bis 1779 von J. Chr. F. Schulz ins Deutsche übersetzt wurde, Zusätze von J. J. Reiske und H. A. Schultens einbezog und in den Jahren 1785 bis 1790 in Halle veröffentlicht wurde mit dem Titel Orientalische Bibliothek oder Universalwörterbuch, welches alles enthält, was zur Kenntnis des Orients notwendig ist.

## Persische Handschriften in europäischen Bibliotheken vor 1700

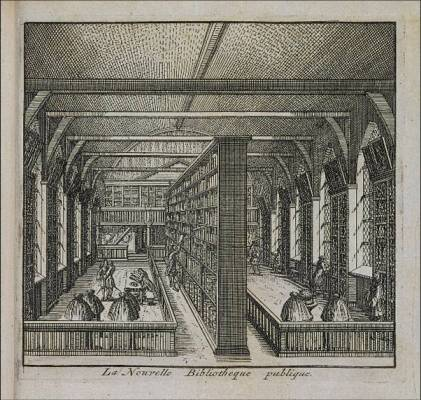
Bibliothek der Universität in Leiden, 1694

Mitte des 17. Jahrhunderts begann die Universiteit Leiden (NL) damit, eine persische Handschriftensammlung anzulegen. Von dort war Jacobus Golius für die Zeit zwischen 1625 und 1629 in den Orient aufgebrochen, um Studien zu treiben und Handschriften anzukaufen. Orientalische Manuskripte wurden später auch für die Bibliothèque Royale in Paris gekauft und für die Bodleian Library in Oxford. In deutschen Ländern gab es kein vergleichbares Zentrum, allerdings in München, Berlin, Hamburg und Dresden einige Handschriften in Privatbibliotheken von Gelehrten. Seit dem späten 17. Jahrhundert dann waren die orientalischen Studien in Europa im Niedergang begriffen. Nach Leiden machte sich auch 1738 noch Johann Jakob Reiske von Leipzig aus auf, um seine Sprachkenntnisse zu vertiefen.

## Drucke in persischer Sprache vor 1700
Schon 1554 wurden in Wien die ersten Holzlettern für arabische Schriftzeichen geschnitten, denn man interessierte sich für die praktische Verwendung orientalischer Sprachen. Außer in Wien sind in Amsterdam 1651 Typen für den Druck von Saadis Golestan im Einsatz gewesen und blieben bis mindestens 1882 erhalten, als sie für den Druck eines anderen Werkes in den Niederlanden wieder verwendet wurden.

### Thesaurus Linguarum Orientalium(1680–1687)

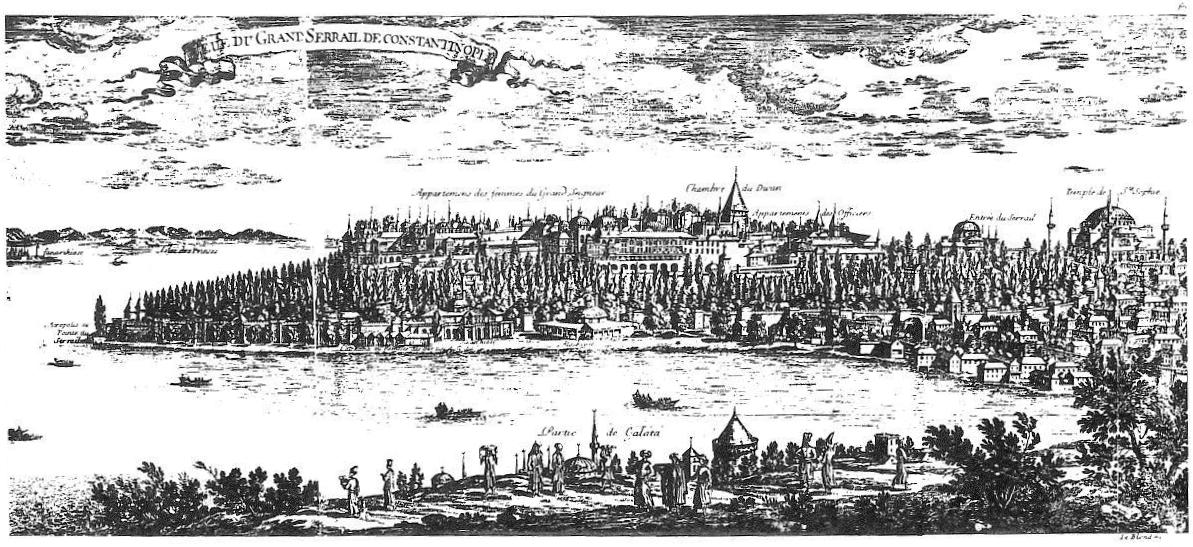
Stadtansicht von Konstantinopel, aus Guillaume-Joseph Grelot: Relation nouvelle d'un voyage de Constantinople (1672)

1653 war Franz von Mesgnien Meninski (1620/1623–1698), der später erster Dolmetscher von Kaiser Leopold I. wurde, mit der Gesandtschaft Polens nach Konstantinopel gegangen und sein Thesaurus Linguarum Orientalium Turcicae, Arabicae, Persicae ... das persische Lehnwörter im Türkischen verzeichnete und in vier Bänden 1680–1687 in Wien gedruckt wurde, enthielt auch Übersetzungen ins Deutsche (neben Latein, Italienisch, Französisch und Polnisch).

## 17. Jahrhundert

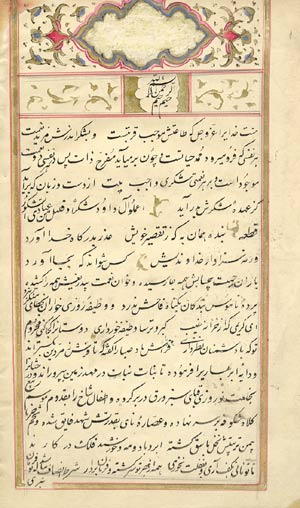
Eine Seite aus Saadis Golestān, geschrieben im Nastaliq-Stil, 14. Jahrhundert

Im Frühbarock hatte unter anderen Martin Opitz in seinem Buch von der deutschen Poeterey (1624) die gründliche Kenntnis von Dichtung in lateinischer und griechischer Sprache als Voraussetzung dafür angesehen, auf Deutsch dichten zu können. Opitz hat die Bedeutung des Übersetzens erkannt, „um eine Grundlegung für die deutsche Sprache zu schaffen.“ Mit der Übersetzung und Rezeption persischer Literatur gelangten weitere Werke in den Horizont seiner sprachschöpferisch tätigen Zeitgenossen.

### SaadisGolestān(1636 bzw. 1654,Persianischer Rosenthal)

Titelblatt von Olearius' Persianischer Rosenthal (1654), eine Übersetzung von Saadis Golestān (13. Jahrhundert)

Als erstes literarisches Werk in persischer Sprache, das in Europa bekannt wurde, gilt die Geschichten- und Gedichtsammlung Golestān von Saadi aus dem Jahr 1258. Sie wurde erstmals 1634 auf Französisch herausgebracht und auf dieser Basis 1636 auf Deutsch. Schon 1654 erschien eine direkt aus dem Persischen übersetzte Version, die im Titel viel lustige Historien scharffsinnige Reden und nutzliche Regeln des Poeten Schich Saadi von vor 400 Jahren ankündigt und die in stark metaphorischer Sprache verfasst ist. In der Übersetzung wird deutlich, dass ein Interesse an der Weltanschauung des Dichters besteht. Sie stammt von Adam Olearius, der 1637 in Persien die Sprache zu lernen begann und das Werk nach der Rückkehr in Kooperation mit dem persischen Gesandten Ḥaq(q)wirdī erstellte, der bei ihm wohnte und dessen Unterstützung Olearius im Titel seines Werkes benannte. Diese Übersetzung erfuhr in den Jahren 1660, 1663, 1671 und 1696 weitere Ausgaben und diente bereits ab Mitte desselben Jahrhunderts als literarische Anregung bei Andreas Gryphius (Catharina von Georgien, 1655, gedruckt 1657) sowie bei Daniel Caspar von Lohenstein (Ibrahim Bassa und Ibrahim Sultan, 1673) und bei Hans Jakob Christoffel von Grimmelshausen (Simplicius Simplicissimus, 1668). Grimmelshausens frühes Manuskript Keuscher Joseph enthält einen Wettbewerb im Zitronenschälen mit scharfen Messern zwischen Potiphars Frau und deren Freundinnen. Der Stoff stammt aus der zweiten Auflage von Olearius' Golestān-Übersetzung, die 1660 erschien. In deutscher Sprache nicht allein inhaltlich, sondern auch formal nachgeahmt wurde das Werk 1679 durch Samuel von Butschky.

### Adam Olearius’ Reisebeschreibung (1647, 1656, 1663 etc.)

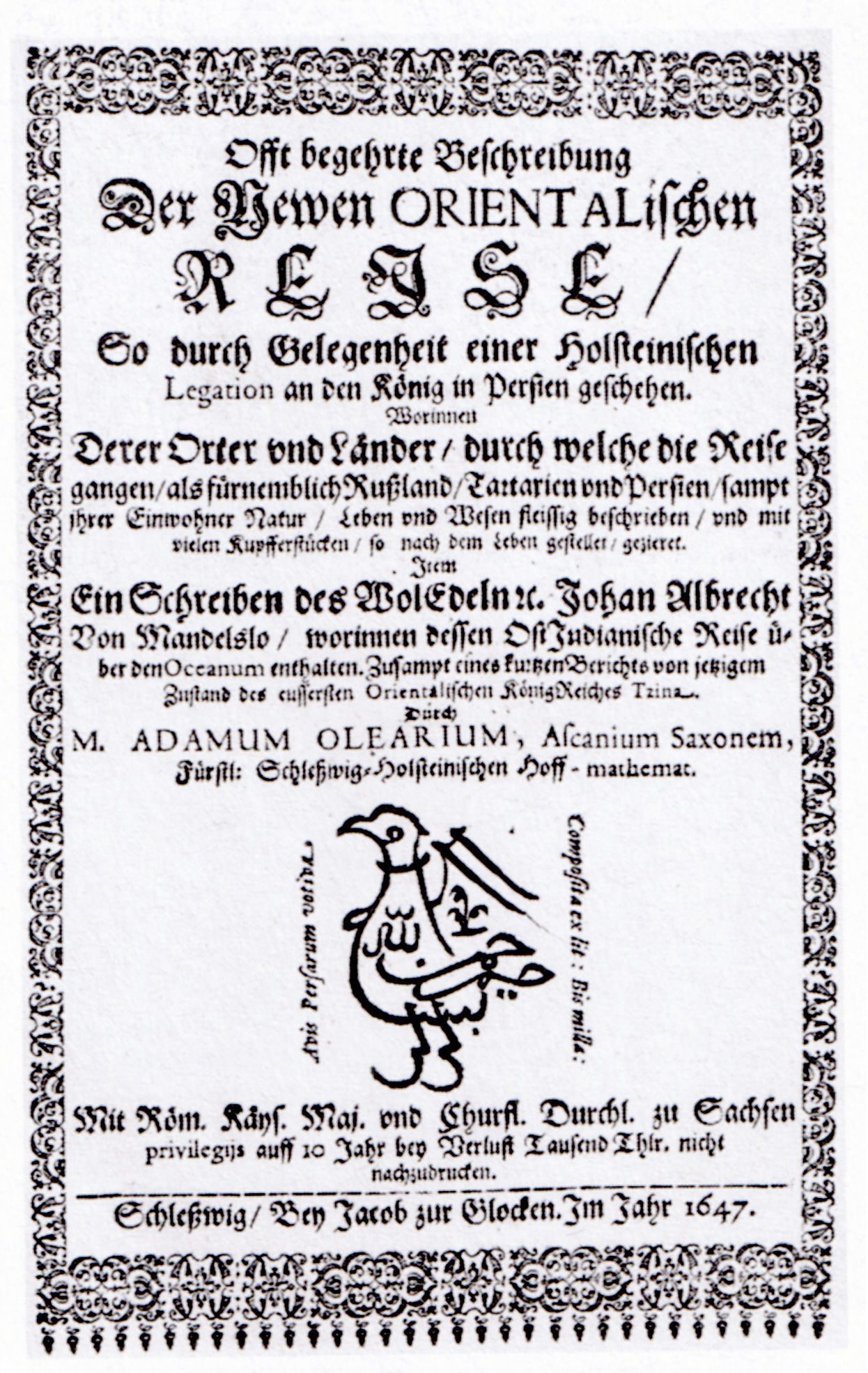
Titelblatt der Erstausgabe Offt begehrte Beschreibung Der Newen ORIENTALischen REISE (1647)

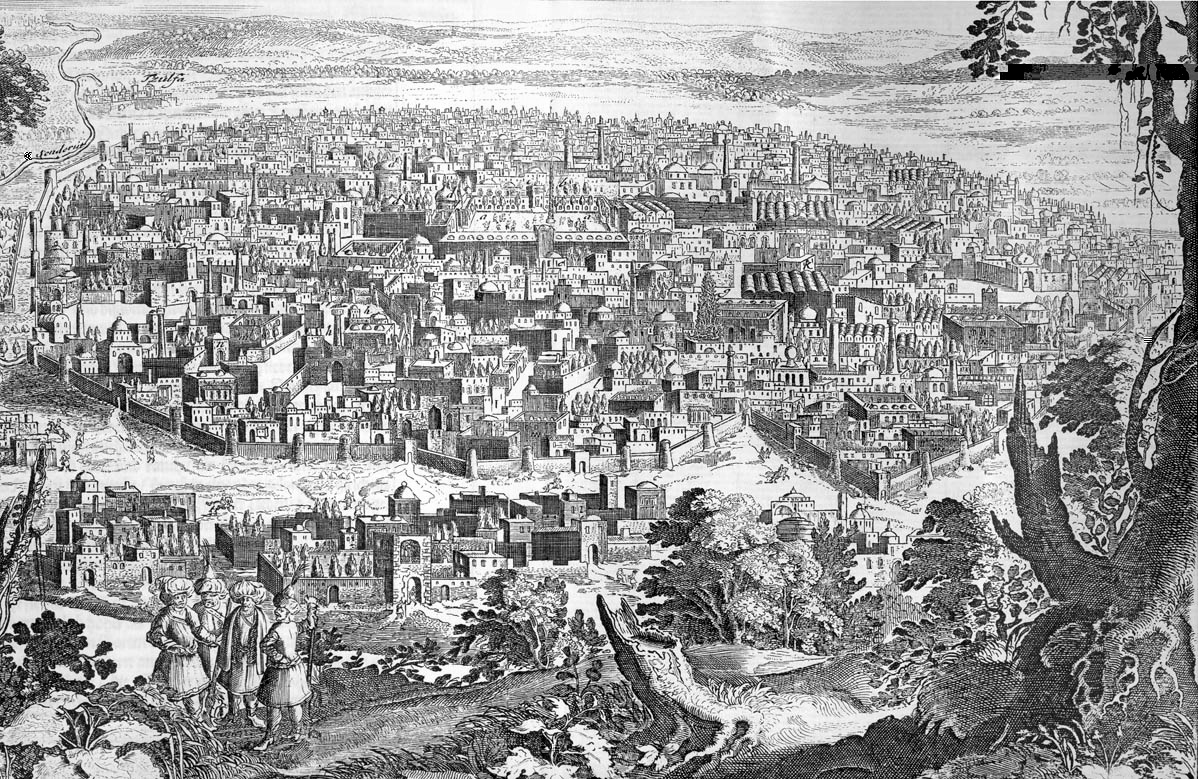
Isfahan, Stadtansicht in: Adam Olearius, Vermehrte Newe Beschreibung Der Muscowitischen und Persischen Reyse, 1656; hier hielt sich die Gesandtschaft zwischen August und Dezember 1637 zu Verhandlungen auf.

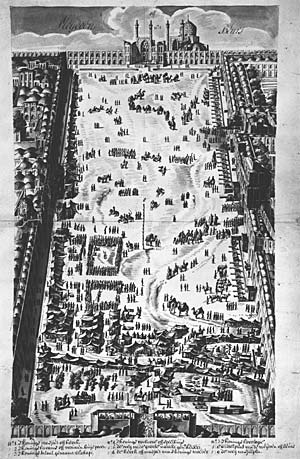
Meidān-e Naqš-e Ǧahān („Platz des Abbildes der Welt“, heute auch: Meidān-e Emām, „Imam-Platz“) in Isfahan, gezeichnet von G. Hofsted van Essen im Auftrag der Niederländischen Ostindien-Kompanie, Universitätsbibliothek Leiden (1703)

In den Jahren 1635 bis 1639 fand eine Handelsexpedition der schleswig-holsteinischen Gesandtschaft Friedrichs III. über Russland an den persischen Hof in Isfahan statt, deren Reisebeschreibung durch Adam Olearius, Moskowitische und persische Reise (erstmals 1647, zur endgültigen Fassung erweitert 1656) eine gelehrte Proto-Ethnographie ist, die als die erste wissenschaftliche Reisebeschreibung gilt. Schon zu Olearius' Lebzeiten (bis 1671) ein Bestseller im deutschsprachigen Raum – nicht zuletzt aufgrund geschickten Arbeitens mit Text- und Bildmaterial – war sie das einzige nicht religiöse Werk, das im 17. Jahrhundert in andere Sprachen (Französisch, Englisch, Niederländisch, Italienisch) übersetzt wurde. Sie hinterließ unter anderem Spuren in Montesquieus Werk Persische Briefe (1721).
Olearius ging mit Fakten teilweise recht frei um – wie Barbara Becker-Cantarino 1981 aus dem Inhalt einiger wiedergefundener Briefautographen des Mitreisenden Paul Fleming schloss. Bei Olearius werde erstmals der neue Begriff von Erfahrung entfaltet, mit dem andere Gegenden in ihrer Vielfalt und Mehrdeutigkeit als Außenwelten bereist und beschrieben werden können. Reisende betrachteten ab dieser Zeit das Erlebte nicht wie bisher lediglich als bedrohliche Gegenwelten, sondern ließen sich „von dem Reichtum und den Versuchungen, von der Mannigfaltigkeit der Erfahrungen in der Fremde überwältigen und beeindrucken“, so Michael Harbsmeier 1994. Elio Brancaforte arbeitete 2003 heraus, dass die Reisebeschreibung eine prinzipiell eurozentrische Perspektive aufweist.
Im fünften Teil finden sich Das 24. Capitel. Von der Perser Sprache und Schrifft und Das 25. Capitel. Von der Perser Akademien, und freyen Künsten, in dem über die Rolle sinnreicher Verse im Alltag berichtet wird und dass die Menschen „wegen zierlichkeit der Sprache“ vor allem gern Saadis „Külustan“ lesen. Darauf folgt Das 26. Capitel. Historie von Alexander, nach eines Persers beschreibung, und von zween Brüdern Chidder und Ellias und anschließend bringt Olearius Literatur zur Sprache.

#### Von ihren Poeten und dero Versen(V. Teil, 27. Kapitel)

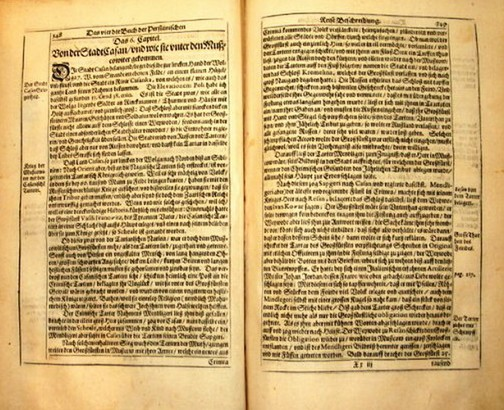
Moskowitische und Persianische Reise (1647), Vierter Teil, 6. Kapitel, zu Kasan

Im 27. Kapitel, „Von ihren Poeten und dero Versen“, heißt es: In Persien werde die Dichtung so sehr geliebt wie vermutlich nirgendwo sonst. Sie sei nicht nur in schriftlicher Form zu finden, sondern gelegentlich sehr präsent „auch in Person, bey fürnehmen Herren in Gastereyen, auch wol auff den Maidanen, in Krügen und andern Gelagen“, aber auch als Gelderwerb im Hause von Begüterten zur Belustigung von Gästen. Poeten beim König und an anderen Höfen, wo sie sich nicht unters Volk mischen, sondern nur im Innern des Hauses arbeiten, würden für ihre schöpferische Kraft zum Teil sehr verehrt. Wer dichten könne, sei auf der Straße an der Kleidung zu erkennen und trage eine Tasche für Bücher, Papier und ein Tintenfass bei sich, um bei Bedarf für Kunden ein neues Gedicht zu schreiben. Auf dem Markt läsen Poeten ihre Gedichte auch vor, in denen es oft gegen die Türken und ihre Heiligen gehe. Es gebe bei Dichtung qualitativ große Unterschiede und diejenigen, die sich nicht Dichter nennen könnten, schmückten sich in den Kneipen und auf dem Markt mit fremden Federn, um vom Volk bezahlt zu werden. Gelesen würden alte Dichter „so wol in Türckischer als in Persischer Sprache. Denn weil beyde Sprachen bey ihnen gleich gültig seynd“, würden beide gleich gern gelesen. „Ihre besten Poeten aber, die sie in Schrifften haben“, seien seinen Informationen nach: Saadi, Hafis, Firdausi, Füssuli, Chagani, Eheli, Schems, Nawai, Schahidi, Ferahsed, Deheki, Nessimi und andere. Olearius führt in knapper Form aus, dass persische Verse wie im Deutschen Reime haben, wenn es auch nicht so genau genommen werde, falls es pro Vers eine Silbe mehr oder weniger gibt. Auch werden nach bestimmten Regeln Binnenreim und Wortwiederholungen, insbesondere Anadiplose eingesetzt. Freude habe man an der mehrdeutigen Verwendung von Worten. Es folgen die Beispiele eines Vierzeilers auf Persisch, in lateinischer Umschrift und darunter in deutscher Übersetzung sowie eines Zweizeilers auf Türkisch mit lateinischer Umschrift und deutscher Übersetzung. Unter derselben Überschrift geht es noch kurz um Recht und Medizin.

#### Gedichte von Paul Fleming als Teil der Reisebeschreibung

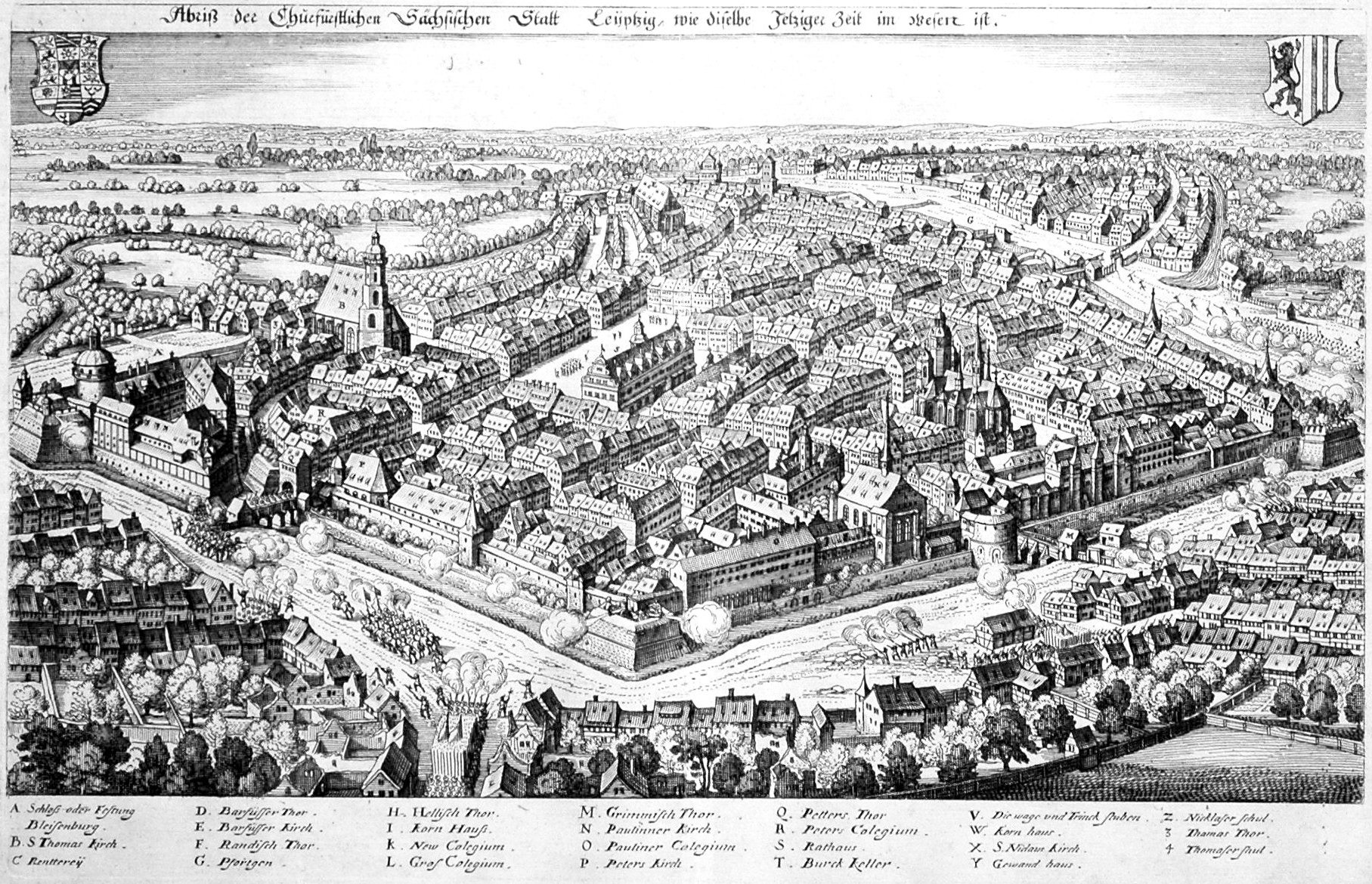
Leipzig im Jahr 1632, Ansicht aus Südosten

Der Dichter und Medizinstudent Paul Fleming hatte sich im Alter von 24 Jahren auf Hinweis von Olearius für eine Teilnahme an dieser Reise beworben. Sein Abschluss in den Künsten und der Philosophie war im Mai 1633 herbeigeführt worden (mit Olearius als einem seiner Prüfer), nachdem die Prüfungen im Januar des Jahres wegen des Krieges und der Pest in Leipzig ausgefallen waren. Sein Medizinstudium unterbrach er.
Adam Olearius fügte fünfzehn Gedichte seines Reisebegleiters und bereits berühmten Poeten Paul Fleming posthum in die Reisebeschreibung ein und einige von ihnen wurden im persischen Teil der Reise beziehungsweise im Teil der Rückreise platziert. Hans-Georg Kemper hat dargelegt, dass Olearius gerade Flemings Gelegenheitslyrik gut in die Reisebeschreibung einbauen konnte, weil Fleming die Gelegenheit zum Gemeinschaftserlebnis umgestaltet habe. Sie seien auf diese Weise als glanzvolle Höhepunkte der Reisegruppen-Erfahrung dargestellt.
Viele der weiteren auf der Reise entstandenen Gedichte hatte Olearius in Flemings posthumer Sammlung Teütsche Poemata (1642 druckreif, 1646 erst veröffentlicht) herausgegeben, zu der in der Reisebeschreibung eine Verbindung hergestellt wird. Andersherum wird durch die Widmung des fünften Buches von Flemings Oden an den „besonders vertrauten“ Reisegefährten Johann Albrecht von Mandelslo eine Bezugnahme zur Reise beziehungsweise zu deren Beschreibung deutlich.
Flemings Gedichte machen den größten Anteil daran aus, dass jenseits des empirisch Beobachtbaren in dem Reisebericht eine sinngebende Ebene spürbar wird, auf der Olearius zu erkennen geben kann, warum er und sein Freund Fleming sich der Reise anschlossen, ohne dass dies direkt ausgesprochen werden müsste, so Harald Tausch in einem Beitrag von 2012. Es greifen verschiedene Geheimhaltungsstrategien intertextuell ineinander, die auch deswegen literarisch produktiv sind, weil sie nur angedeutet werden. Das zu Berichtende soll mit Hilfe einer Camouflage-Technik im Nachhinein gedeutet werden: Nur wer mit bestimmten Signalworten der alchemistischen Tradition vertraut war, konnte das eigentliche Motiv erkennen, warum sich Fleming unbedingt der Reise anschließen wollte: mehr über das in Persien vorhandene galenische medizinische Wissen herauszufinden – das mit Reisen nach Spanien oder Sizilien wegen der geistigen Verheerungen durch die Inquisition nicht mehr zu erlangen war, um die daheim grassierenden Infektionskrankheiten Pest und Syphilis bekämpfen zu können (über letztere promovierte Fleming nach seiner Rückkehr an der Universität Leiden). In diesen Jahren wurden in Mitteleuropa gegenreformatorische Kampagnen gerade auch gegen Iatrochemiker geführt, so dass Fleming die Reise bewusst oder unbewusst als ein Ausweichmanöver angesehen haben könnte.

### Paul Flemings Lyrik (1642/1646)

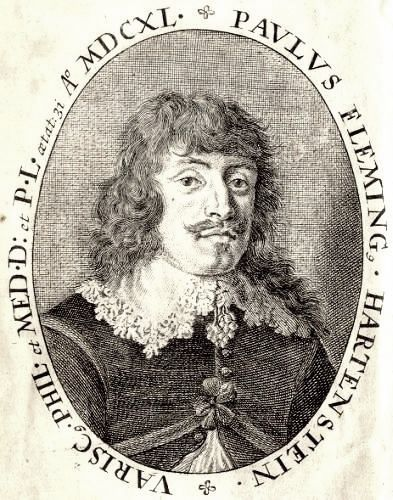
Paul Fleming (Frontispiz zu Teütsche Poemata, 1642)

Fleming gehörte auf der Reise der Gruppe der Hofjunker und Truchsessen an. Da Fleming neun Monate nach seiner Rückkehr im Alter von 30 Jahren starb, hatte er die längste Zeit seiner Erwachsenenjahre auf Reisen verbracht. Die meisten seiner Werke entstanden in dieser Zeit.
Harald Tausch analysierte 2012 einige der von Olearius arrangierten und 1646 kurz vor der Reisebeschreibung herausgegebenen Flemingschen Oden und gelangte zu dem Schluss, „dass Fleming zwar sehr wohl die petrarkistische Motivtradition aufgreift, in sie jedoch auf den ersten Blick befremdlich wirkende, erratische Wörter einschleust, die insgeheim auf die Bildsprache der Alchimie verweisen.“
150 Jahre später rühmte der Romantiker August Wilhelm Schlegel in seinen Vorlesungen zur Geschichte der romantischen Literatur (1803/1804) an Flemings Dichtung neben „blühender Fantasie, Schwung der Begeisterung, Fülle und Jugendkraft“ auch die „glühenden Farben seiner Bilder“ – summa summarum: „er hatte ein deutsches Herz und eine orientalische Fantasie“ und habe seine Reise „mit romantischem Sinne aufgefasst und herrlich dargestellt.“
Wiederum 180 Jahre später scheint allerdings Flemings Biograph Heinz Entner kaum etwas dieser Art zu finden, wenn er 1989 formuliert: „Wer den Reiz exotischer Erlebnisse sucht, wird enttäuscht feststellen, daß die Gedichte davon nur wenig andeuten und kaum etwas übermitteln“ sowie „Der poetische Ertrag dieser Texte [bleibt] mager, wenn man nach der direkten Spiegelung von äußeren Reiseeindrücken sucht.“

### SaadisBustanin deutscher Sprache (1696)

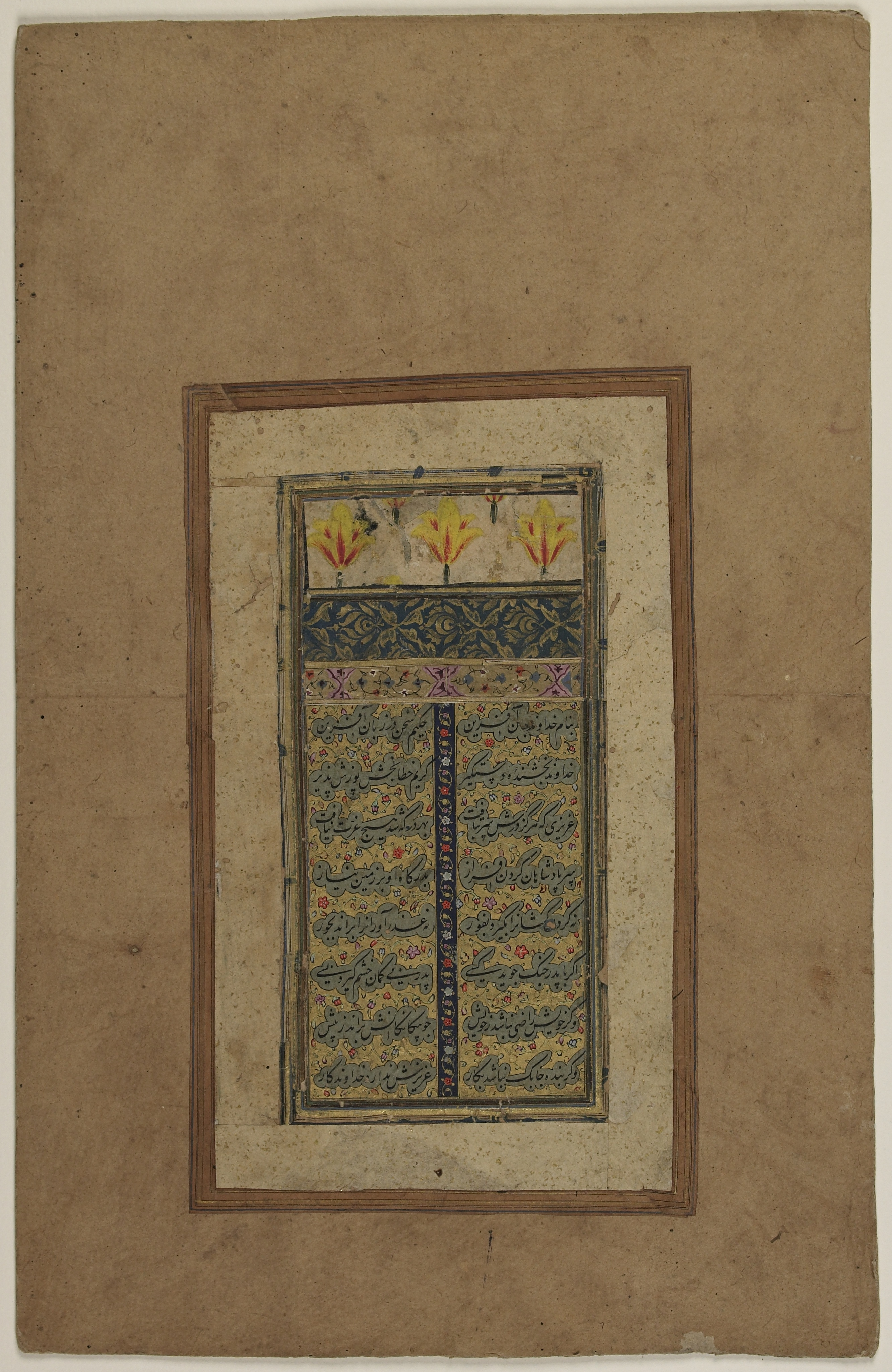
Titelblatt einer persischen Ausgabe von Saadis Bustan (13. Jahrhundert), Ausgabe aus dem 17. Jahrhundert

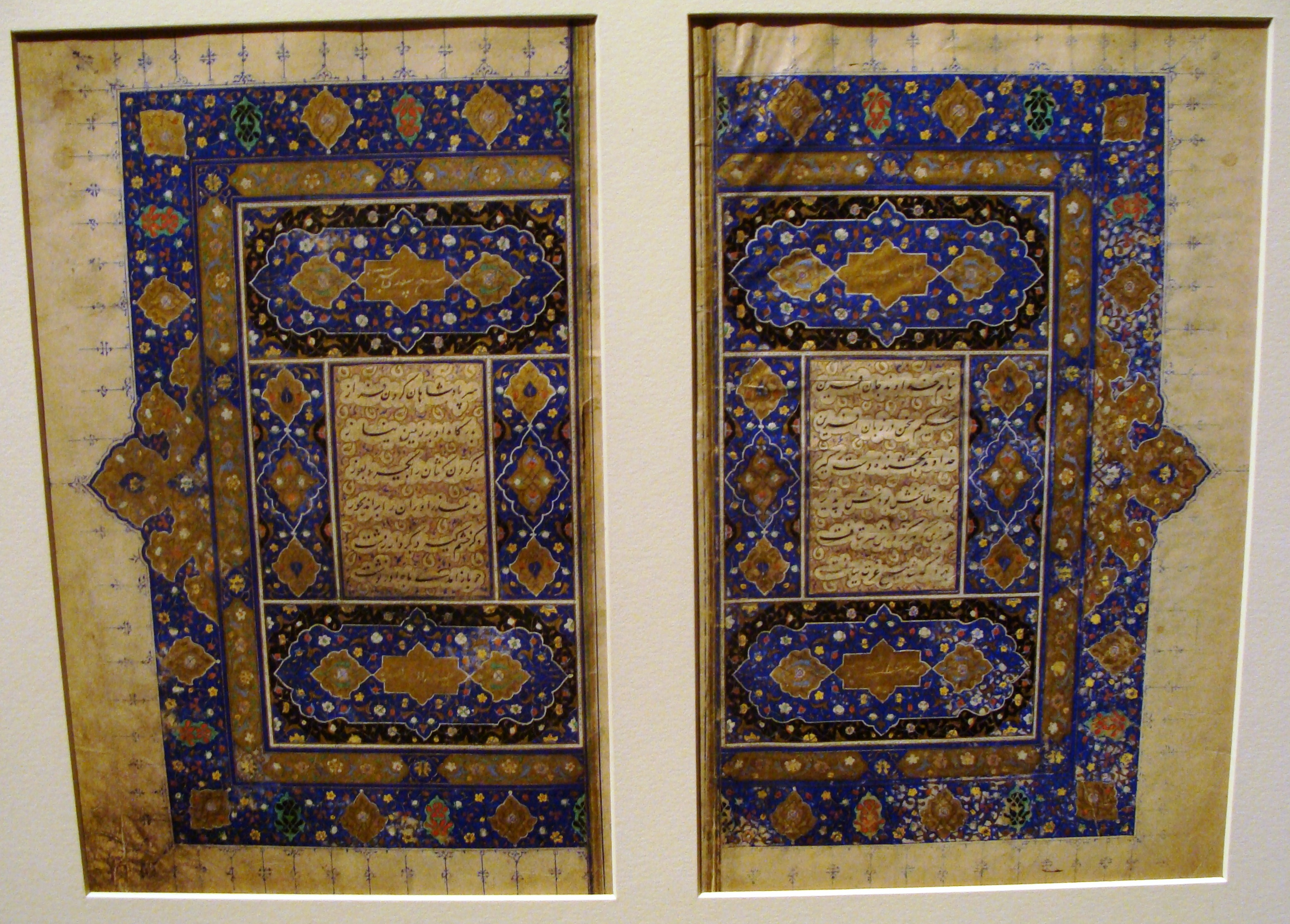
Doppelseite aus dem Bustan, Ausgabe aus Buchara von 1539

Aus Bustān, Saadis lyrischem Werk, gab es 1644 einige Maximen in einer zweisprachigen Ausgabe Persisch -Lateinisch durch Levinus Warner (1619–1665) und eine lateinische Übersetzung, die als vollständige Ausgabe intendiert war, wurde 1651 durch George Gentius publiziert. 1688 folgte eine niederländische Prosa-Übersetzung von Daniel Havart. Der Titel der erstmaligen Fassung in deutscher Sprache, die auf dieser niederländischen Prosafassung basiert, lautet Der Persianische Baum-Garten: Mit außerlesenen Propffreisern vieler Geschichte, Seltsamen Begebenheiten, Lehrreichen Historien und merckwürdigen Sprüchen bepflantzt. Die Herausgeber einer postumen Ausgabe mit Werken von Adam Olearius und anderen (1696, nebenst beygefügtem Persianischen Rosen-Thal und Baum-Garten) nennen diese Übersetzung ins Deutsche ihr eigenes Werk.

## 18. Jahrhundert

### Rezeptionsbeispiel: Turandot-Stoff (ab 1710 zuerst auf Französisch)

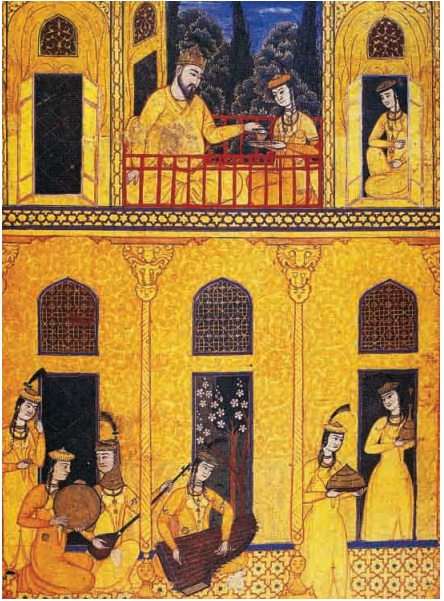
Illustration zu Nezāmis Sieben Schönheiten; am Sonntagabend in der gelben Sonnenkuppel bei der griechischen Prinzessin, Buchara 1648

Anhand des Turandot-Stoffes lässt sich Rezeptionsgeschichte beispielhaft skizzieren. Nezāmis Erzählung Was die russische Prinzessin am Dienstag in der roten Marskuppel erzählte, der vierte Abend in dessen Versdichtung Haft Paykar (Die sieben Schönheiten, 1197), galt 1960 bei Rudolf Gelpke als die älteste nachweisbare persische Fassung. Nezāmi nennt allerdings den persischen Namen Turandocht nicht und die Erzählung hat ein russisches Setting. Fritz Meier schreibt dazu 1941: „Ein Verhängnis, eine Tragik arbeitet Niẓâmî nicht heraus. Sein Aspekt ist die Kostbarkeit, die Kostbarkeit des Stoffs, der Gedanken und der Sprache (...) eine sublime Sinngebung verklärt die Drastik.“
1710–1712 hatte François Pétis de la Croix im Auftrag von Marie-Adélaïde de Savoie in Folge der französischen Adaptation von Tausendundeine Nacht durch Antoine Gallands (1704) die Erzählsammlung Tausendundein Tag in fünf Bänden herausgebracht, deklariert als persische Märchen. Tausendundein Tag wurde im Unterschied zu Tausendundeine Nacht insgesamt so arrangiert, dass die Figur einer heiratsunwilligen Prinzessin im Mittelpunkt steht, deren Amme ihr angenehme Geschichten von Männern erzählt, um sie ihnen gewogener zu machen. Die Turandot-Erzählung trägt bei de la Croix den Titel „Geschichte von Prinz Khalaf und der Prinzessin von China.“ Carlo Gozzi bezog von hier das narrative Grundgerüst für seine Tragikomödie Turandot (1762), von der eine Prosafassung Friedrich Schiller vorlag, der sich 1801 an die Ausarbeitung seines gleichnamigen Stückes machte, ebenfalls mit einem chinesischen Setting. Wird Turandot bei Gozzi als launenhaft und verstockt charakterisiert, lässt Schiller sie den Versuch unternehmen, den Prinzen davon abzubringen, um sie zu werben, womit eher edle Motive anklingen. Theodor Körner kommentierte Schillers Werk mit Blick auf die Gattung Oper. Tatsächlich war dreißig Jahre vor Gozzis Stück von Jean-Claude Gillier und Alain-René Lesage eine Turandot-Oper, La Princesa Chine (1729), uraufgeführt worden. 1809 schrieb Carl Maria von Weber eine Bühnenmusik für Schillers Stück und der Turandot-Stoff wurde anschließend eher auf der Opernbühne weiter rezipiert, zum Beispiel durch Giacomo Puccinis Turandot (1926).

### Ab 1754Orientalische Akademiein Wien
Um die Mitte des 18. Jahrhunderts, etwa in dem Maße wie in der Aufklärung der christlich-theologische Einfluss abnahm und auch im deutschsprachigen Raum der Einfluss der französischen Encyclopédie (1751–1780) stieg, wuchs das Interesse an religiöser Toleranz, an Ästhetik sowie an der Autonomie der Imagination – wie dies etwa bei Saadi zu finden ist. Ebenso wuchsen Maria Theresias wirtschaftliche Interessen im Südosten, woraufhin 1754 die Kaiserlich-königliche Akademie für Orientalische Sprachen in Wien gegründet wurde.

### 1771 Ghasel; romanhafte Idealisierung eines persischen Herrschers
1771 erschien die erste europäische Übersetzung von persischer Lyrik der Form der Ghasel, eine bis dahin nicht gekannte Form, die in der deutschsprachigen Poesie große Wirkung entfalten sollte. In lateinischer Sprache publiziert wurden die Gedichte durch den österreichisch-ungarischen Botschafter in London und Berlin, Graf Karol Reviczky (1737–1793), dessen Werk Specimen Poeseos Persicae neben Gedichten aus dem Diwan des Dichters Hafis auch eine vielbeachtete Geschichte der persischen Poesie enthielt.
Im Spätsommer 1771 veröffentlichte Albrecht von Haller einen Staatsroman mit dem Titel Usong. Eine morgenländische Geschichte, der von einem Herrscher im Persien des ausgehenden 15. Jahrhunderts handelt, den Haller als einen gutmütigen, aufgeklärten Despoten idealisiert. Dies ist für das deutsche Persienbild jener Zeit von Belang.

### Herders Umdichtungen

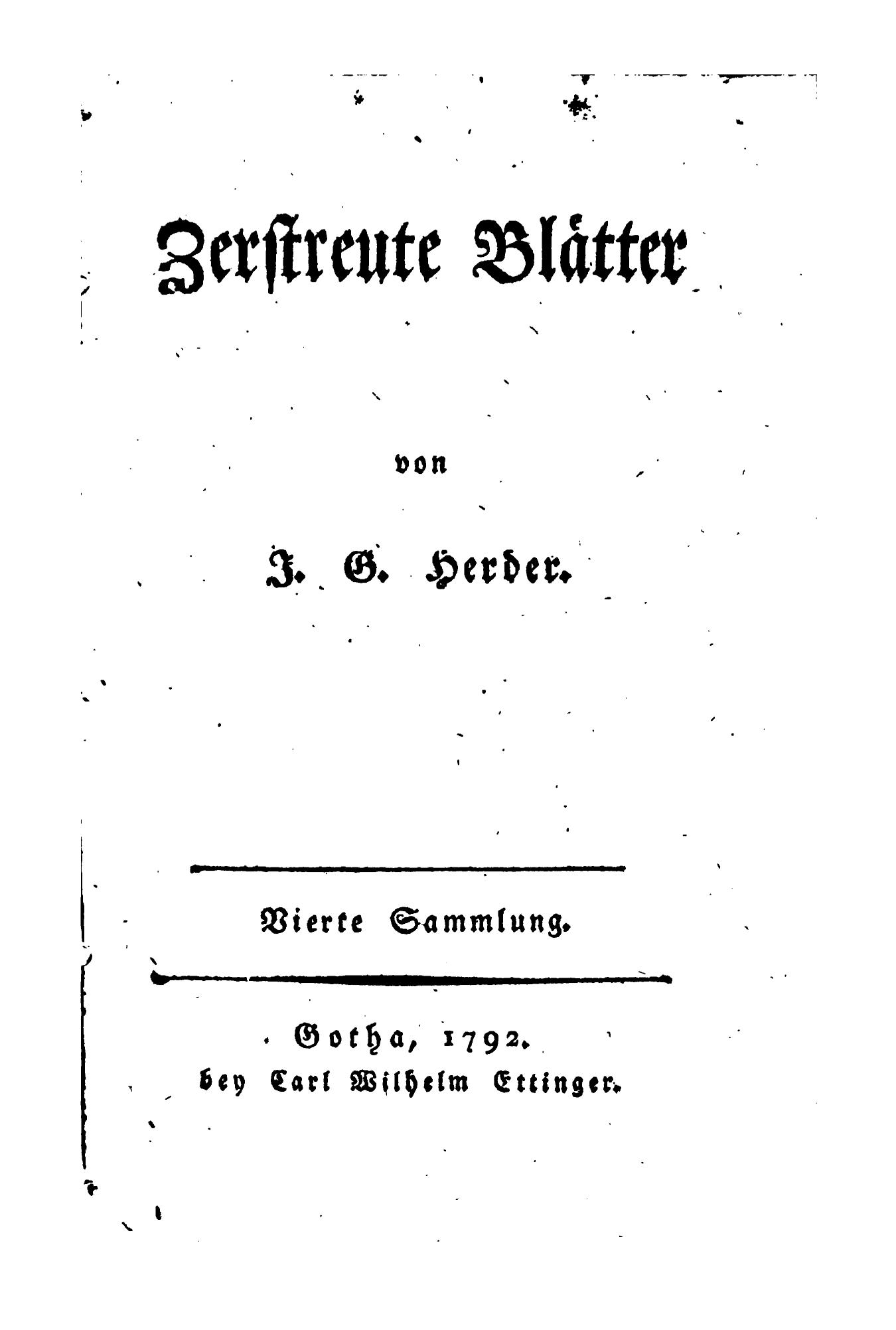
Titelblatt von Herders 4. Sammlung der Zerstreuten Blätter, die Umdichtungen persischer Literatur enthält

Bei der literarischen Entdeckung des Orients war mit eigenen Werken in deutscher Sprache Johann Gottfried Herder entscheidend, wenn bei ihm auch ein ethnisch polarisierender Ton anklingt, der aus heutiger Sicht suspekt ist. Herder wandte sich von der französischen Kultur ab, meinte, bei den Griechen und Römern keine Vorbilder finden zu können und machte sich im Osten auf die Suche nach dem Ursprung allen Seins, indem er sich unter anderem mit den morgenländischen Sprachen und der persischen Dichtung befasste, ohne allerdings eine Reise nach Persien zu erwägen. Herder hatte sich für Saadi schon als Jüngling begeistert und unternahm Umdichtungen.
Seit den 1740er Jahren war englische Literatur „entdeckt“ worden und für seine Blumen aus morgenländischen Dichtern gesammlet (1792) verwendete Herder auch Arbeiten des britischen Übersetzers William „Orientalist“ Jones (1774/1777). 1787 war Herder in der dritten Sammlung seiner Zerstreuten Blätter mit Mutmaßungen über Persepolis hervorgetreten.

## 19. Jahrhundert

### Übersetzungen von Joseph von Hammer-Purgstall

#### Nezāmi
1809 brachte der Übersetzer Joseph von Hammer-Purgstall, ein Absolvent der Wiener Orientalischen Akademie, die ersten Nachdichtungen von Nezāmis Chosrau und Schirin als Buch heraus, die seit 1798 in Christoph Martin Wielands Neuer Teutscher Merkur erschienen waren.

#### Hafis
1812–1813 folgte, „Aus dem Persischen zum erstenmal ganz übersetzt“, mit dem Diwan des Hafis (DMG Ḥāfiẓ, gest. um 1389) die erste vollständige Übersetzung einer Diwanausgabe in eine europäische Sprache, ebenfalls von Hammer-Purgstall, der mit den Arbeiten 1799 in Istanbul begonnen hatte. Zu diesem Zeitpunkt war Persisch übersetzerisch noch kaum erschlossen. Vielleicht als größte Leistung ist anzusehen, dass Hammer-Purgstall sich vom ethnisch polarisierenden Ton Herders löste. Bei Johann Wolfgang von Goethe findet Hafis erstmals 1814 Erwähnung. Das anekdotenreiche Vorwort in Hammer-Purgstalls Hafis-Diwan könnte für Goethes späte Gedichtsammlung West-östlicher Diwan (1819), seine Huldigung an Hafis, ebenso bedeutsam gewesen sein wie die übersetzte Lyrik. 1818 hatte Hammer-Purgstall in der Widmung seiner orientalisierenden Gedichte Morgendländisches Kleeblatt geschrieben: „Dem Zaubermeister das Werkzeug“, und er meinte Goethe, den er nicht persönlich kannte.

#### Chayyam
Hammer-Purgstalls Studie Geschichte der schönen Redekünste Persiens. Mit einer Bluethenlese aus zweyhundert persischen Dichtern (1818) erwies sich für die deutschsprachige Literatur ebenfalls als einflussreich. Goethe nutzte sie für seine Noten und Abhandlungen, der Ergänzung zu den Gedichten seines West-östlichen Diwan. Allerdings erwähnte Goethe darin nicht die 25 Robāʿīyāt von Omar Chayyām (11. Jahrhundert), die als Teil der Blüthenlese erstmals in eine moderne westliche Sprache übersetzt publiziert wurden, ebenfalls durch Hammer-Purgstall.

#### Rumi
Hammer-Purgstall widmet Rumi in seiner Geschichte der schönen Redekünste Persiens (1818) einen langen und enthusiastischen Abschnitt. Erst 1849 sollte als Nächstes Georg Rosen die ersten Teile von Rumis Masnawī in deutsche Verse übertragen.

#### Weitreichende Bedeutung von Übersetzungen
Ohne Hammer-Purgstalls Übersetzung von Hafis ins Deutsche hätte es außer für Goethe weder für Friedrich Rückert, noch für August von Platen, Emanuel Geibel, Paul Heyse, Theodor Storm oder Heinrich Heine eine Bereicherung ihres poetischen Repertoires durch Ghaselen nach Anregung von Hafis gegeben. Auch Rückerts freie Nachdichtungen ebenso wie seine anschließend verfassten strengeren Übersetzungen hatten großen Einfluss auf viele, auch epigonale, deutschsprachige Dichter des 19. Jahrhunderts. In Hugo von Hofmannsthals Frühwerk (1891) gibt es einige Ghaselen von großer Schönheit.

### Goethes SpätwerkWest-östlicher Divan(1819)

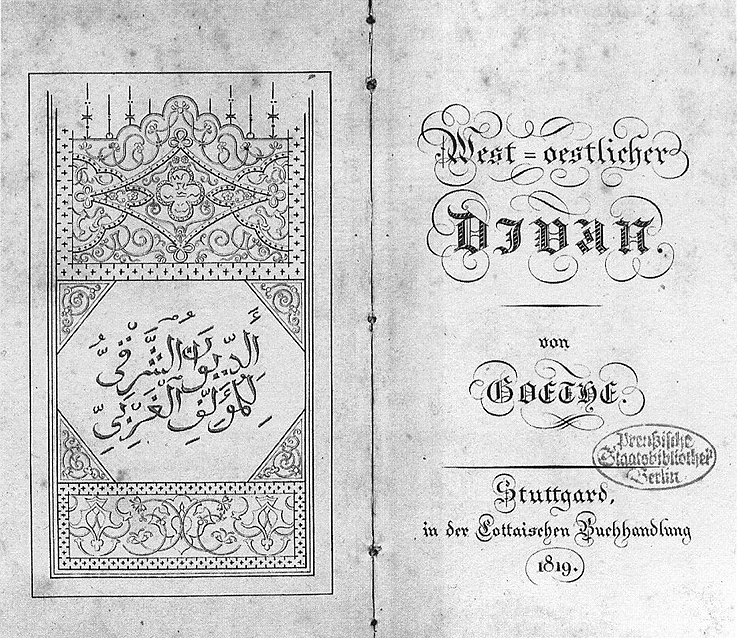
Titelseiten der Erstausgabe von Goethes Spätwerk West-östlicher Divan (1819)

Aus Goethes Sicht besteht ein Hauptcharakteristikum der persischen Dichtung in deren skeptischer Beweglichkeit. Bei seinem Fremdheitsexperiment in der Gedichtsammlung West-östlicher Divan (1819) lassen sich neben motivischen und metrischen Aspekten auch stilistische Anpassungen an die östliche Poesie erkennen, zum Beispiel durch Verwendung der Paranomasie, die von Hendrik Birus als „charakteristisch für Goethes sich herausbildenden orientalisierenden Stil“ bezeichnet wird: etwa „Liebchens/Liedchens“ und „heilig/heimlich“ im Gedicht Allleben oder in Talismane die Kombination „verwirren“ / „Irren“ / „entwirren“. Eine Rekonstruktion der Textquellen, die im Eröffnungsgedicht des ersten Buches, Hegire, als Anregung dienten, ergab, dass es vier verschiedene waren, und dieses Gedicht wird als ein typisches Beispiel für Goethes poetisches Verfahren angesehen. Goethes ästhetisches Konzept zeichnet sich durch eine kreative Wechselwirkung von orientalistischem Sinnraum und individuellen Strategien des dichtenden Handelns aus und bewegt sich im Spannungsfeld zwischen Vertrautem und Fremdem in einer Sphäre des Verstehens. Die orientalischen Gefilde bedeuteten für den späten Goethe eine virtuelle Asylsuche in Zeiten eines drohenden Zusammenbruchs des eigenen Landes (Napoleonische Kriege, Beginn der Restauration anstelle des gesellschaftlichen Aufbruchs mithilfe der Ideale der Französischen Revolution).
Zur Breitenwirkung des Werkes vermerkte Manfred Osten beim Grazer Humboldt-Kolleg 2006: „Noch Anfang des 20. Jahrhunderts lagen tausende Remittenden des West-östlichen Divan auf dem Dachboden des Cottaschen Verlagshauses – dort liegen sie im Geiste heute noch. Denn Goethes Einsichten in unsere Rat- und Sprachlosigkeit gegenüber dem Islam finden nach wie vor kaum Beachtung.“ Anil Bhatti wiederum stellte 2007 fest, dass mit West-östlicher Divan „der Titel eines dichterischen Werkes zum Signal für ein kulturpolitisches Programm geworden ist“.

### Friedrich Rückert

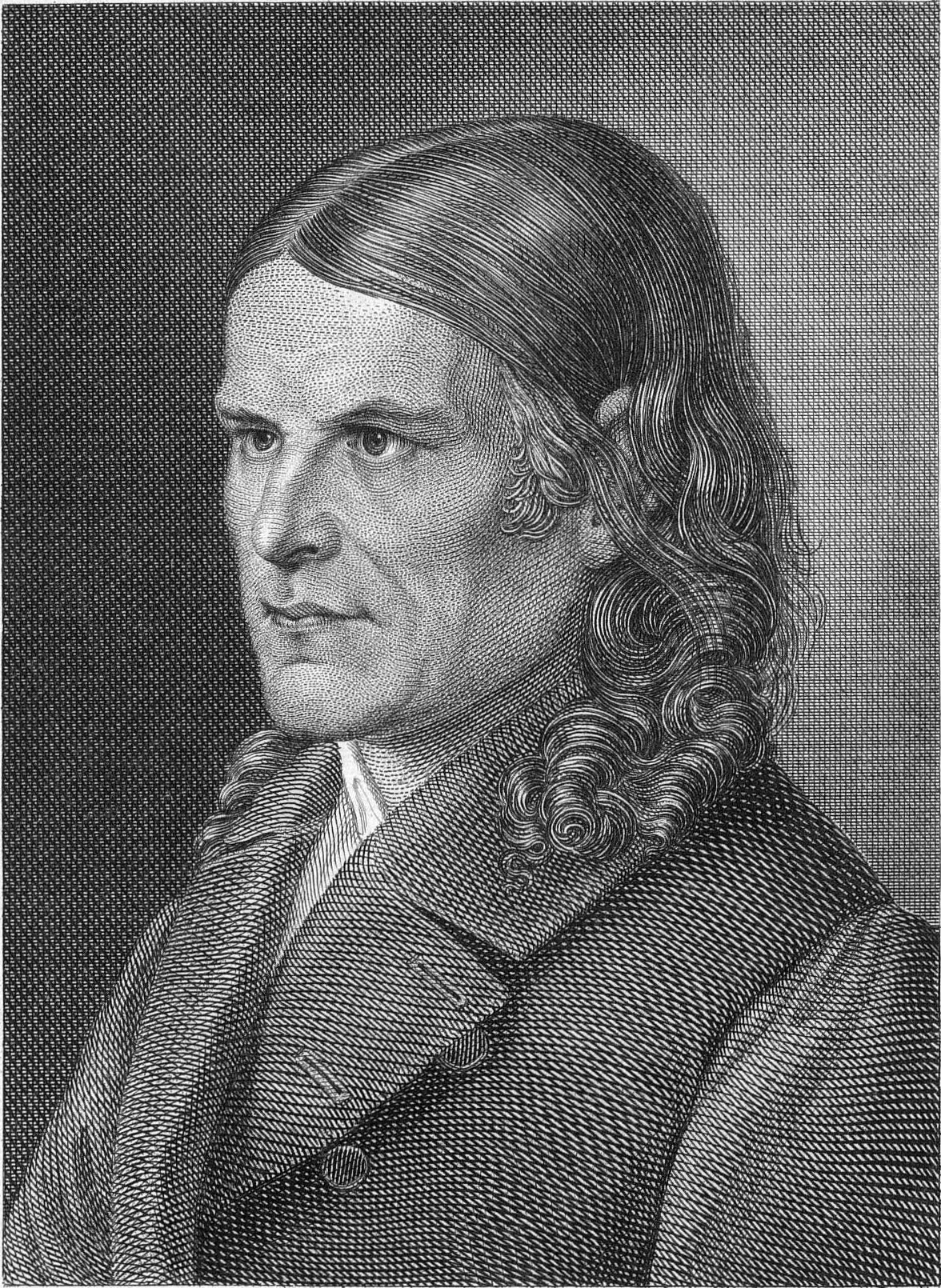
Friedrich Rückert, Kupferstich von seinem Freund Carl Barth

Im Unterschied zu Goethe verfügte Friedrich Rückert über persische Sprachkenntnisse und nach einem Besuch bei Hammer-Purgstall 1818 begann er mit dem Übersetzen. Er befasste sich mit dem Ghasel bei Dschalāl ad-Dīn ar-Rūmī (1819) sowie bei Hafis aus deutschsprachiger Sicht. 1821 kündigte Rückert seinem Verleger Johann Friedrich Cotta „Persica“ an (Östliche Rosen) und erläuterte, diese würden sich insofern von Goethes Gedichten unterscheiden, dass es hier statt um den Geist in der Hauptsache um die Form gehe. Rückert verfuhr so, dass er im Deutschen die formale Gestalt des orientalischen Originals nachzubilden versuchte, in perfektionistischen Nachdichtungen, die im Vergleich zu Hammer-Purgstalls Stil korsettartig eingeengt klingen und deren Willkür lediglich geschickter getarnt ist. Ähnlichkeit zwischen Goethe und Rückert besteht darin, dass bei beiden nicht selten ein einzelner Hafis-Vers in ein Gedicht verwandelt wird. Von Hammer-Purgstall wiederum unterscheiden sich Rückerts Arbeiten dadurch, dass jener ungereimte Distichen oder manchmal Vierzeiler wählte, dieser hingegen Strophen aus Doppelversen, die in der jeweils zweiten Zeile identische Reimwörter aufwiesen. Im Deutschen ist es nicht wie im Persischen möglich, stets auf identischen Silben zu reimen daher schuf Rückert diesen Zwischenweg. Anders formuliert: Hammer-Purgstall „führt Hafis ins Deutsche, statt wie Rückert das Deutsche zu Hafis.“ Der Kreislauf des Lebens, den Rückert in der persischen Dichtung als ein kontemplierendes Zirkulieren um einen Mittelpunkt eindrücklich dargestellt fand, schien ihm in der Form des Ghasel mit der Reimfolge aa, ba, ca etc. am besten ausdrückbar zu sein.
Ab 1827 publizierte Rückert seine Übersetzung eines indo-persischen Werkes über Rhetorik und Dichtkunst in der Zeitschrift Fundgruben des Orients, die Hammer-Purgstall in Wien herausgab. Ein halbes Jahrhundert später unter dem Titel Grammatik, Poetik und Rhetorik der Perser nach dem siebenten Bande des Heft Ḱolzum (1874) von Wilhelm Pertsch als Buch herausgebracht wird es heute als ein grundlegendes Werk über persische Poesie eingeschätzt. Rückert beschreibt und erläutert in diesem Werk, welche Bausteine bei interkulturellen Vermittlungsprozessen persischer Dichtung zu beachten sind. Rückert war einer der sehr produktiven deutschsprachigen Literaturübersetzer und hat fast alle der damals zugänglichen größeren Werke der persischen (und der arabischen) Poesie ins Deutsche übertragen.

#### Rückerts Verständnis von Rumi
Friedrich Rückert wollte als poetischer Übersetzer ein so tiefgehendes Verständnis für die persischen Dichtung erlangen, dass nichts Fremdes mehr blieb. Er war überzeugt, dass es einen völkerübergreifenden menschlichen Geist gibt. Rückerts Nachdichtungen und Nachschöpfungen aus dem Mas̱nawī-e ma‘nawī („Geistige Zweizeiler“) des Rumi zeigen, wie er den geistig-mystischen Aspekt der Aussagen des Sufi-Meisters auffasste und für deutschsprachige Leser übertrug.
| Rumi                                                      | Rückert                                                                    | wörtlich, 21. Jh.                                                |
| --------------------------------------------------------- | -------------------------------------------------------------------------- | ---------------------------------------------------------------- |
|                                                           | Siehe, ich starb als Stein und ging als Pflanze auf,                       | Aus einem Mineral starb ich und wuchs (einfach so = als Pflanze) |
| Starb als Pflanze und nahm drauf als Tier den Lauf.       | Und aus dem Gewächs starb ich und kam als Lebewesen (= Tier) empor         |                                                                  |
| Starb als Tier und ward ein Mensch. Was fürcht’ ich dann, | Starb aus einem Lebewesen und wurde Mensch (Adam = Erdling)                |                                                                  |
| Da durch Sterben ich nie minder werden kann!              | Was soll ich also fürchten, vom Sterben wenig[er] zu werden                |                                                                  |
| Wieder, wann ich werd’ als Mensch gestorben sein,         | [Im] weiteren Schlag mag ich sterben vom Menschengeschlecht (= Menschsein) |                                                                  |
| Wird ein Engelsfittich mir erworben sein,                 | Damit ich von den Engeln Flügel und Haupt (= Gestalt) annehme              |                                                                  |
| Und als Engel muss ich sein geopfert auch,                | Ein weiteres Mal werde ich auch als Engel geopfert,                        |                                                                  |
| Werden, was ich nicht begreif’: ein Gotteshauch!          | [Um] zu werden, was nicht als Täuschung [auf]komme: zum Äon                |                                                                  |

az ǧamādī mordam-o nāmī šodam
w'az namā mordam be-ḥeywān bar-zadam
mordam az ḥeywānī-o ādam šodam
pas če tarsam key ze mordan kam šodam
ḥamle-ye dīgar be-mīram az bašar
tā bar-āram az malā’ek par-o sar
bār-e dīgar az malak qorbān šawam
ānč' andar wahm na-āyad ān šawam
Dieses Gedicht ist in einer Metasprache gehalten, was aus Rückerts Nachdichtung kaum zu ersehen ist; doch hat er dieses Gedicht im Sinne der Sufi-Mystik verstanden und gedeutet:
1. Zweizeiler:
Hier handelt es sich nicht um einen konkreten Stein, sondern um dessen Grundsubstanz, das Mineral (arabisch جماد, DMG ǧamād).
Die Pflanze ist als „etwas, das vor sich hin wächst“ zu interpretieren (arabisch نامى, DMG nāmī bzw. نما, DMG namā).
Und das Tier ist „etwas, das lebt = beseelt ist“ (arabisch حيوان, DMG ḥeywān).
Somit könnte dieser Zweizeiler auch dahingehend gedeutet werden, dass „ich“ aus Energie zu Materie wurde, nun als solche starb und in ein Wachsen kam, bis „ich“ schließlich zum (beseelten) Leben erwachte.
2. Zweizeiler:
Und daraus wurde „ich“ zum von Gott behauchten Erdklumpen, arab.-persisch آدم ādam, was auf das hebräische adam zurückgeht und aus der Erde geformt (= Erdling) bedeutet.
3. Zweizeiler:
Deshalb benutzt Rumi auch den Begriff Menschengeschlecht (arabisch بشر, DMG bašar), das ja aus diesem Ādam hervorging. Und die Engel sind Geisteswesen, die letztendlich immer noch Gestalt haben.
4. Zweizeiler:
Auch diese Gestalt muss geopfert werden, damit „ich“ zum Äon werde. Dieser Äon (arabisch آن, DMG ān) ist mit der Ewigkeit, aber auch mit dem winzigen Augenblick („Nu“) gleichzusetzen, dem der Mystiker entgegenstrebt und der nicht nur bloße Täuschung sein möge, was durchaus dem Verlöschen in Gott (arabisch الفناء, DMG al-fanā’) entspricht und als Gotteshauch wiederum in der ewigen kosmischen (göttlichen) Energie aufgeht.

#### Rückerts Verständnis von Hafis
Wie Friedrich Rückert den persischen Dichter Hafis erfasste, schrieb er in seinem Poetischen Tagebuch um 1860 nieder:
Hafis, wo er scheinet Übersinnliches

Nur zu reden, redet über Sinnliches;

Oder redet er, wo über Sinnliches

Er zu reden scheint, nur Übersinnliches?

Sein Geheimnis ist unübersinnlich,

Denn sein Sinnliches ist übersinnlich.

### August von Platen
August von Platen, der ebenfalls über Persischkenntnisse verfügte, hat in seinen Nachbildungen aus dem Diwan des Hafis, die in den 1820er Jahren publiziert wurden, die vielschichtige Struktur und Tiefe von dessen Lyrik dargestellt. Platens Ziel war, die Dichtung von Hafis im Deutschen nachzubilden, wodurch er dazu beitrug, persische Versformen in deutscher Sprache fruchtbar werden zu lassen.

### Heinrich Heine
Heinrich Heine war der wichtigste zeitgenössische Rezipient von Goethes Divan. Er gilt als „die große Ausnahme der Divan-Würdigung“, indem er an Goethes Gedichtsammlung den Sensualismus rühmt, den Hafis nach Goethes Auffassung feierte, indem jener den rigorosen Dogmatismus des Koran als Poet flexibilisierte und humanisierte. Heine hat Goethes Selbstironie bezüglich der wiederum im Westen herrschenden logozentrisch-dogmatischen Tendenzen einer eurozentristischen Belehrungsgesellschaft in seinen Romanzero-Gedichten umgesetzt. Darin weitet Heine Goethes Sensualismus ins Globale, „indem er dem frierend mageren Spiritualismus eine sinnliche Erziehungskur verordnet im Sinne einer umfassenden Wahrnehmung der Wirklichkeit.“
Mit seinen Stilmitteln vermochte es Heine, ein gebrochenes, nachromantisches Weltbild abzuspiegeln. Jan Volker Röhnert zählt in diesem Sinne zur „Fremdheit des Originals“ „auch die scheinbar unmotiviert miteinander verknüpften Bilder, die Sprünge von einem Sujet zum Nächsten, Missklänge, Disharmonien und ‹unreine› Töne“.
Bei Heine findet sich allerdings auch eine Gegenbewegung zu der orientalisierenden Dichtung. Im zweiten Teil der Reisebilder ließ er Karl Immermann mit seinen Xenien zu Wort kommen, der sich über die orientalisierenden Dichtungen in der Nachfolge Goethes lustig machte. Platen fühlte sich getroffen und leitete mit seiner Erwiderung die Platen-Affäre ein.

### Orientalisierende Gedichtsammlungen

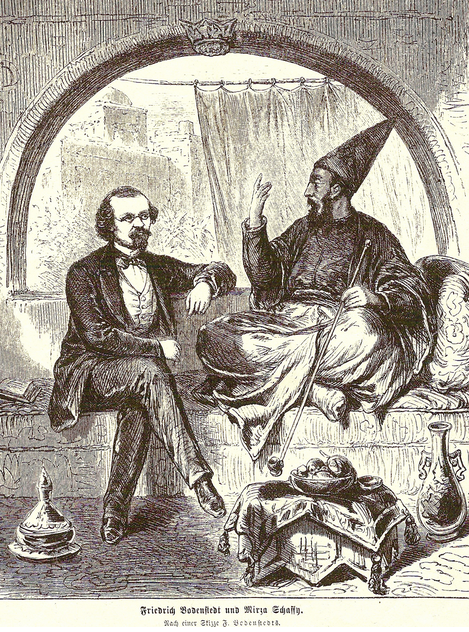
Friedrich Bodenstedt und Mirza Schaffy, Darstellung auf Zeitungspapier, 19. Jahrhundert

Ab Mitte des 19. Jahrhunderts habe sich die deutsche Literatur Stoffe und Motive der arabisch-persischen Dichtung für leichte und gehaltlose Bearbeitungen ausgeliehen, schrieb Diethelm Balke im Reallexikon der deutschen Literaturgeschichte, dessen erster Band 1958 erschien. Festgehalten werden kann, dass teils viel gelesene orientalisierende Gedichtsammlungen entstanden, etwa – das populärste Werk dieser Art – Friedrich Bodenstedts „hausbackene“ (Schimmel) Lieder des Mirza Schaffy, die ab 1851 inklusive Übersetzungen fast 300 Auflagen erzielten und damit ein ungewöhnlicher buchhändlerischer Erfolg wurden.

## 20. Jahrhundert

### Hugo von Hofmannsthal
In der Jahrhundertwende zeigt sich eine Rezeption persischer Lyrik, besonders die des Dichters Rumi, im Werk des Dichters und Dramatikers Hugo von Hofmannsthal. Seine Begegnung mit der persischen Sufi-Dichtung verlief unter anderem über Friedrich Rückerts Übertragungen der Dichtung Rumis. Bereits in einem 1891 verfassten Gedicht orientierte er sich an dem 7. Ghasel aus Rückerts Übersetzung. Aus Erwin Rohdes Psyche übernahm er frei einen Vers Rumis („Wer die Gewalt des Reigens kennt, fürchtet nicht den Tod. Denn er weiß, daß Liebe tötet“), den er in mehreren Werken häufig zitierte, unter anderem in seinem Aufsatz Sebastian Melmoth von 1905. Wie breit Hofmannsthals frühe Auseinandersetzung mit der Dichtung Rumis gewesen ist, zeigt das Erzählfragment Der goldene Apfel von 1897, darin ein Teppichhändler in einen Apfel Rumis Vers Du hast mir alles hingegeben eingraviert. Neben Rumi kannte Hofmannsthal auch die Dichtung von Hafis und Omar Chayyām.

### Exklusion in der Literaturgeschichte
In den Literaturwissenschaften der zweiten Hälfte des 20. Jahrhunderts lässt sich nach Auffassung von Navid Kermani am Beispiel der persischen beziehungsweise arabischen Literatur ein Ausschlussmechanismus nachweisen, „mit dem Europa seine eigene Geschichte konstruiert.“ Auf Basis der beiden kanonisch gewordenen Studien von Erich Auerbach (Mimesis, 1946) und Ernst Robert Curtius (Europäische Literatur und Lateinisches Mittelalter, 1948) zeige sich das Paradigma bis in den heutigen Schulunterricht einflussreich, dass es eine exklusive abendländische Literaturgeschichte gebe. Kermani argumentiert, es kämen nahezu keine außereuropäischen Einflüsse vor. Beispielsweise würden von Curtius zu Dante keine der arabischen Vorläufer, Quellen oder Kontakte genannt und die Literaturgeschichte Spaniens beginne in dessen Studie erst im 16. Jahrhundert. Auch erörtere Curtius nicht, welche Gründe es dafür gibt, dass Cervantes seinen Don Quijote als Übersetzung eines arabischen Werkes ausgibt.

### Charakteristika der deutschen Orientalismus-Forschung
Anfang der 1980er Jahre habe es für die deutsche Orientalismus-Forschung der Literatur- und Kulturwissenschaften durch eine Kombination aus postkolonialer Bewegung und linguistic turn einen Wendepunkt gegeben, so die Analyse von Andrea Polaschegg (2005): Bis dahin wurde orientalisierende Literatur in der Germanistik anhand einzelner Aspekte oder Autoren, aber ohne eine systematische Auswertung beforscht, und erst seither entstanden vermehrt Arbeiten, die sich vor dem größeren kulturgeschichtlichen Hintergrund europäischer Orientrezeption und Einflussnahme mit dem Orientbild in verschiedenen Texten unterschiedlicher Autoren befassten. Man begann eine politische Dimension in den Blick zu nehmen und die westliche Orient-Rezeption mit Kolonialismus und Imperialismus in Zusammenhang zu bringen – in der Germanistik anfangs zögerlich. Polaschegg macht in ihrem Epistemogramm der wissenschaftlichen Beschäftigung mit dem Orientalismus zwei Grundannahmen aus, die das Verhältnis von Imagination und Macht betreffen, deren differierende Erklärungsansätze aber nicht in offener Kontroverse verhandelt werden (zumindest bis 2005 nicht): „Offenbar ist der imaginäre Charakter des Orients und die Existenz eines irgendwie gearteten Zusammenhangs sozialer Konstruktionen mit Machtverhältnissen inzwischen derart evident, daß alle Differenzen im Lichte dieser Selbstverständlichkeit zu Marginalien schrumpfen.“ Anfang der 1990er Jahre dann setzte eine Suche nach anderen Ordnungs- und Deutungsmustern als den politischen, ökonomischen oder sozialen Kategorien aus der Phase des Kalten Krieges ein und kulturelle Faktoren kamen aufs Tapet, mit denen in den westlichen Diskursen ein neuer Antagonismus gesucht wurde. Im Zuge dessen wandelte sich der Begriff Orient zum Begriff Islam. Zu den unhinterfragten Wahrheiten der Orientalismus-Forschung gehöre im Zuge des cultural turn auch, dass es eine unabdingbare Koppelung von Alterität mit „Fremdheit“ zu geben scheine, so die Analyse von Polaschegg (2005). Die deutschen Literatur- und Kulturwissenschaften weisen in der Auseinandersetzung mit dem Orientalismus starke Kontinuitäten und Homogenitäten auf, was Polaschegg darauf zurückführt, dass in vielen Fällen anglo-amerikanische Kritik an Edward Saids Orientalism (1978) ebenso wenig rezipiert worden sei wie entsprechende Debatten in den deutschen Islamwissenschaften.

### Rezeption im Exil
Persische Literatur wird seit etwa Mitte des 20. Jahrhunderts auch unmittelbar durch Autoren mit persischer Muttersprache rezipiert, die im deutschsprachigen Raum schreiben und veröffentlichen. Nachdem einige Autoren festgenommen worden waren (zum Beispiel Huschang Golschiri 1996) oder sogar ermordet wurden, verließen Literaten in großer Zahl den Iran, und in der Folge wurde Exilliteratur zu einem Massenphänomen. Sogar im Exil, 1992 in Bonn, ist mit Fereidoun Farrokhsad ein iranischer Autor durch Geheimdienstler ermordet worden.

## 21. Jahrhundert
Hammer-Purgstalls Übersetzung von Hafis ins Deutsche wurde 2007 erstmals nach 200 Jahren wieder herausgebracht. „Dass wir eine fast zweihundert Jahre alte Übersetzung lesen, ist an sich schon ein seltener Fall“, schreibt Stefan Weidner im Nachwort. „Wir lesen sie, weil die Literatur- und Rezeptionsgeschichte sie in den Rang eines eigenständigen Werks gehoben hat.“
Rezeption persischer Literatur findet im deutschsprachigen Raum vermehrt auch durch Autoren statt, die persische Literatur im Original rezipieren können, nicht zuletzt, weil sie über eine der persischen Sprachvarianten Fārsī, Darī, Toǰikī als Muttersprache verfügen. Die 2011 herausgebrachte Lyrik-Anthologie Hier ist Iran! Persische Lyrik im deutschsprachigen Raum umfasst neben Autoren, die im deutschsprachigen Raum auf Persisch und/oder auf Deutsch schreiben, auch Werke von Autoren, die in Iran in deutscher Sprache schreiben: „Der Bezugspunkt ist folglich neben der Geografie auch die Sprache“, verdeutlicht der Herausgeber sein Konzept.

## Digitalisierte Primärtexte im Web
- Adam Olearius (1654): Persianischer Rosenthal : in welchem viel lustige Historien scharffsinnige Reden und nutzliche Regeln vor 400. Iahren von einem sinnreichen Poeten Schich Saadi in Persischer Sprach beschrieben / ietzo aber von Adamo Oleario ; mit Zuziehung eines altern Persianers Namens Hakwirdi übersetzet in hochdeutscher Sprache heraus gegeben, und mit vielen Kupfferstücken gezieret, Holwein und Nauman, Schleszwig 1654. Herzog August Bibliothek Wolfenbüttel, Wolfenbütteler Digitale Bibliothek (WDB)
- Adam Olearius (1656): Vermehrte Newe Beschreibung Der Muscowitischen und Persischen Reyse : So durch gelegenheit einer Holsteinischen Gesandschafft an den Russischen Zaar und König in Persien geschehen ; Worinnen die gelegenheit derer Orter und Länder/ durch welche die Reyse gangen/ als Liffland/ Rußland/ Tartarien/ Meden und Persien/ sampt dero Einwohner Natur/ Leben/ Sitten/ Hauß, Welt uns geistlichen Stand/ mit fleiss auffgezeichnet/ und mit vielen meist nach dem Leben gestelleten Figuren gezieret/ zu befinden. Welche Zum andern mahl heraus gibt Adam Olearius Ascanius/ der Fürstlichen Regierenden Herrschafft zu Schleßwig Holstein Bibliothecarius und Hoff Mathematicus. (bzw. urn). (Vermerk: Fehlerhafte Paginierung, S. 755–768 [i. e. 753–766]), Herzog August Bibliothek Wolfenbüttel, Wolfenbütteler Digitale Bibliothek (WDB), Umfang des Scans: 862 Seiten ([15] Bl., 768 [i. e. 766] S., [17], [10] Bl., [20] gef. Bl. : Kupfert., 6 Portr. (Kupferst.), 20 Ill. (Kupferst.) 3 Kt. (Kupferst.), zahlr. Ill. (Kupferst.), Ill. (Holzschn.), Kt. (Kupferst.). ; 2°). Katalogeintrag Wolfenbütteler Digitale Bibliothek (WDB)
- Joseph von Hammer-Purgstall (1818): Geschichte der schönen Redekünste Persiens : mit einer Blüthenlese aus zweihundert persischen Dichtern in der Deutschen Digitalen Bibliothek, bzw. (urn), XII, 432 Seiten, Heubner und Volke, Wien 1818; Standort: München, Bayerische Staatsbibliothek, Signatur: 4 A.or. 2104, Katalogeintrag Bayerische Staatsbibliothek

## Weitere Forschungsliteratur
- Hamid Tafazoli: "Von der Nutzbarkeit fremder Reisen. Überlegungen über Aspekte kulturalisierenden Schreibens", in: Eva Wiegmann (Hrsg.): Interkulturelles Labor. Luxemburg im Spannungsfeld von Integration und Diversifikation, Frankfurt am Main u. a.: Lang, 2016, S. 157–178.
- Hamid Tafazoli: "Odalisken und Liebessklavinnen. Der männliche Blick auf Frauen in textheller Kulturvermittlung", in: Orbis Litterarum 69.5, 2014, S. 355–389.
- Maḥmūd Falakī (2013): Goethe und Hafis. Verstehen und Missverstehen in der Wechselbeziehung deutscher und persischer Kultur Inhaltsverzeichnis, Berlin: Schiler, ISBN 978-3-89930-404-6.
- Titus Knäpper: "Ex oriente lux" : Neues zum Orientalischen im "Parzival". In: Artusroman und Mythos, herausgegeben von Friedrich Wolfzettel, Cora Dietl und Matthias Däumer. de Gruyter, Berlin, ISBN 978-3-11-026252-0, 2011, S. 271–286.
- Hamid Tafazoli: "Paul Flemings Reiselyrik als Versuch einer transkulturellen Kommunikation der Frühen Neuzeit", in: Tarvas, Mari (Hrsg.): Paul Fleming und das literarische Feld der Stadt Tallinn in der Frühen Neuzeit, Würzburg: Königshausen & Neumann, 2011, S. 61–73.
- Hamid Tafazoli: "Erinnerungskultur und antike Identitätsmuster. Herders Mythologisierung der Monumente von Persepolis", in: Herder Jahrbuch X, S. 83–11(?) 2010.
- Hamid Tafazoli: "Goethes Persien-Bild im West-östlichen Divan und die Idee einer Selbstreflexion des Sivan-Dichters", in: Jahrbuch der Österreichischen Goethe-Gesellschaft 111/112/113, 2010, S. 66–84.
- Monika Schmitz-Emans: „Orientalisches bei Jean Paul“, in: Orientdiskurse in der deutschen Literatur. herausgegeben von Klaus-Michael Bogdal, Aisthesis Verlag, Bielefeld, ISBN , 2007, S. 81–123.
- Hamid Tafazoli: Der deutsche Persien-Diskurs. Zur Verwissenschaftlichung und Literarisierung des Persien-Bildes im deutschen Schrifttum von der frühen Neuzeit bis in das neunzehnte Jahrhundert, Bielefeld: Aisthesis 2007, ISBN 978-3-89528-600-1.
- Hamid Tafazoli: ",So lange das nicht ins Absurde geht erträgt mans auch gern.' Ambivalenzen einer Goethe-Rezeption in Persien", in: Hölter, Achim (Hrsg.): Komparatistik. Jahrbuch der Deutschen Gesellschaft für Allgemeine und Vergleichende Literaturwissenschaft, Heidelberg: Synchron, 2006, S. 55–70.
- Andrea Polaschegg: Unwesentliche Formen? Die Ghasel-Dichtungen August von Platens und Friedrich Rückerts: Orientalisierende Lyrik und hermeneutische Poetik. In: Lyrik im 19. Jahrhundert. Gattungspoetik als Reflexionsmedium der Kultur, herausgegeben von Steffen Martus, Stefan Scherer und Claudia Stockinger. Bern u. a., Lang, ISBN 3-03910-608-2, 2005, S. 271–294.
- Annemarie Schimmel: „Einleitung“, in: Saadi's Bostan. Aus dem Persischen übersetzt von Friedrich Rückert. Werke der Jahre 1850–1851. Zweiter Band. Bearbeitet von Jörn Steinberg, Jalal Rostami Gooran, Annemarie Schummel und Peter-Arnold Mumm. Wallstein Verlag, Göttingen 2013 [sic], ISBN 978-3-8353-0495-6, 2002, S. 7–10.
- Faramarz Behzad (1970): Adam Olearius' „Persianischer Rosenthal“ : Untersuchungen zur Übersetzung von Saadis "Golestan" im 17. Jahrhundert, Dissertation an der Universität Göttingen / Vandenhoeck & Ruprecht, Göttingen
- Walter Hinz: Persisches im ‹Parzival›. In: Archäologische Mitteilungen aus Iran, Neue Folge 2/1969, S. 177–181.